# Proastiakos Tesalónica
La red de Proastiakos Tesalónica (en griego: Προαστιακός Θεσσαλονίκης) es un servicio ferroviario de trenes de cercanías, de Hellenic Train, que comunica la ciudad de Tesalónica con las principales poblaciones de la periferia de Macedonia Central y de la periferia de Tesalia.
La primera red de tren de cercanías comenzó en 9 de septiembre de 2007 y uniendo la estación de Tesalónica con Litóchoro. En 2008, la red se extendió a Larisa y luego con un nuevo trayecto hacia Edessa.

## Líneas y estaciones

### Rutas
La red de Proastiakos de Tesalónica contiene dos líneas:
| Ruta                 | Apertura                                                                                     | Longitud | Estaciones |
| -------------------- | -------------------------------------------------------------------------------------------- | -------- | ---------- |
| Tesalónica – Larisa  | 7 de septiembre de 2007 (Litochoro -Salónica) 7 de septiembre de 2008 ( Larissa - Litochoro) | 165 km   | 12         |
| Tesalónica – Florina | 25 de enero de 2008 (Tesalónica - Edesa ) 10 de agosto de 2013 (Edesa - Florina )            | 112 km   | 17         |
| Tesalónica – Serres  | 3 de febrero de 2020 (Tesalónica . Serres)                                                   | 159 km   | 20         |

### Estaciones con corresponcias
El tren de cercanías de Tesalónica está conectado con otros transportes ferroviarios (regionales e interurbano) en las siguientes estaciones:
- Tesalónica: estación terminal con correspondencia con trenes suburbanos, interurbanos y regionales y metro de Tesalónica
- Platy: correspondencia con trenes suburbanos, interurbanos y regionales
- Katerini: correspondencia con trenes interurbanos
- Larisa: estación terminal con correspondencia con trenes interurbanos y regionales
- Veria: correspondencia con trenes regionales
- Edessa: estación terminal con correspondencia con trenes regionales